# 曾锦谦
曾锦谦（?—?），太平天国将领。清代广西省博白人。
1851年，曾锦谦与黄文金等率博白拜上帝教教徒数百人，经过郁林、桂平渡过浔江参加金田起义，当时担任左军长。随后，他跟随太平军在广西、湖南一带转战。1852年10月，在长沙金正金一庚一监军。1853年3月，建都天京后，升任土三总制，带中三军，于镇江、瓜州、扬州一带作战。5月，升为水官正将军，镇守瓜洲。7月，升任殿左九检点。1854年3月，他和胡以晃攻克庐州，5月，官至夏官又副丞相，他镇守庐州。1855年2月，在燕王秦日纲率领下，占领湖北黄州府，再攻克汉阳府，于是镇守汉阳。11月，在翼王石达开率领下，在湖北通城县进入江西。12月，占领新昌。1856年1月，占领新淦。3月，占领吉安。5月，占领安徽宁国府。6月，协助解围天京。7月，封为卫天侯。在石达开率领下，从天京出发，到达江西湖口，救援武汉。10月，天京事变，韦昌辉杀死杨秀清，他和石达开从武昌洪山回到天京，险些遭到谋害，于是缒城逃到安庆，其后事迹不明。